# Chiesa di San Pietro in Volta
La Chiesa di San Pietro apostolo vulgo San Piero in Volta è una parrocchiale dell’isola di Pellestrina, situata nel comune di Venezia appartiene però alla diocesi di Chioggia (forania di Chioggia-Pellestrina).

## Storia
Chiesa di antica fondazione – le prime notizie risalgono al 975 – venne ricostruita più volte. L'edificio attuale fu iniziato nel 1777 per essere finito nel 1813.. Proprio in quell'anno, nella piena tempesta napoleonica, la parrocchia riuscì ad acquisire il complesso dell'organo sorretto da quattro telamoni e della cantoria, opere del '600/700 provenienti dalla seicentesca chiesa di Santa Maria della Navicella di Chioggia destinata alla demolizione.